# Фортуна (шитик)
«Фортуна» — деревянный шитик с парусным вооружением галиота, построенный под руководством гардемарина П. А. Чаплина для экспедиции В. И. Беринга на Охотской верфи в 1727 году, участник Первой камчатской экспедиции, экспедиции А. Ф. Шестакова — Д. И. Павлуцкого и Великой северной экспедиции, выполнял грузовые и почтовые перевозки между Охотском и Камчаткой. Первый корабль под Андреевским флагом на Тихом океане.

## История службы

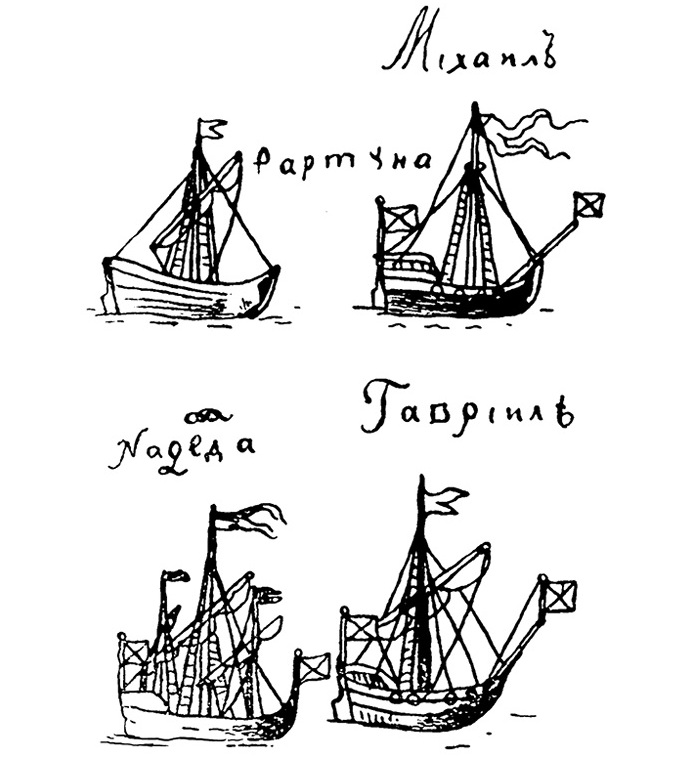
Суда построенные на охотских верфях Второй Камчатской экспедиции. Рисунок М. П. Шпанберга

В декабре 1724 года по указу Петра I в Главном Адмиралтействе началась подготовка экспедиции для исследования Камчатки и поиска пролива между Азией и Америкой. Начальником экспедиции был назначен капитан 1 ранга Витус Беринг.
Первая камчатская экспедиция
В 1726 году первый отряд экспедиции под руководством гардемарина П. А. Чаплина прибыл в Охотск. В том же году на верфи был заложен шитик, строительством которого руководил Чаплин. 8 (19) июля 1727 года щитик был спущен на воду и был назван «Фортуна». Судно представляло собой парусный деревянный одномачтовый шитик с парусным вооружением галиота. Шитик был послан из Охотска в Большерецк с частью грузов для экспедиции. После доставки груза, 11 августа вернулся в Охотск. Шитик стал первым кораблём под Андреевским флагом на Тихом океане.
21 августа шитик, на борту которого были Беринг и капитан-лейтенант М. П. Шпанберг, а также лодья, построенная в 1720 году поморами в Охотске и отремонтированная Чаплиным, под командованием лейтенанта А. И. Чирикова, вышли с членами экспедиции в море. 4 сентября суда прибыли в Большерецк, где и зазимовали. Далее члены экспедиции сухопутным и речными путями продвигалась к Нижнекамчатскому острогу, где решено было строить верфь и бот для морского похода.
6 (17) июня 1728 года из Большерецка в Нижнекамчатский острог прибыл шитик «Фортуна» под командованием морехода Кондратия Мошкова. Это было первое плавание мореходного судна вокруг Камчатского Носа (мыса Лопатка). К этому времени близ острога уже был построен и спущен на воду бот «Святой Гавриил» (спущен на воду 9 (20) июня 1728 года). Шитик доставивший остатки снаряжения экспедиции, планировался Берингом к совместному дальнему морскому плаванию с ботом, но в связи с необходимостью ремонта и недостатком времени для подготовки «Фортуны», решено было шитик в плавание не брать. В 1729 году шитик вернулся в Большерецк, а затем в Охотск.
Экспедиция А. Ф. Шестакова — Д. И. Павлуцкого
В августе 1729 года, после завершения Первой камчатской экспедиции, шитик «Фортуна» и бот «Святой Гавриил» были переданы в распоряжение экспедиции А. Ф. Шестакова — Д. И. Павлуцкого, которая была создана для поиска и освоения новых земель. Шитик «Фортуна» под командованием Василия Афанасьевича Шестакова, сына руководителя экспедиции А. Ф. Шестакова, был направлен на Курилы, где посетил первые пять Северных Курильских островов и собрал с местных жителей ясак. 6 (17) августа 1730 года шитик пришёл в устье реки Камчатка, а затем в Охотск, где был вытащен на берег.
Вторая камчатская экспедиция
В 1736 году шитик был тимберован, а в 1737 году вошёл в состав судов, сформированной в том же году, Охотской военной флотилии Второй камчатской экспедиции. 4 (15) октября 1737 года начальник Южного отряда экспедиции мичман М. П. Шпанберг) направил шитик под командованием подштурмана Е. Родичева на Камчатку для описания рек Большой и Камчатки, а также Авачинской губы, и для постройки там маяков. На шитике находился подпоручик геодезист Иван Свистунов, который в 1736 году описывал Авачинскую губу с берега, и входивший в Академический отряд Великой Северной экспедиции студент С. П. Крашенинников. На подходе к полуострову во время шторма «Фортуна» дала течь, в воду сбросили почти весь груз, бывший на судне, чтобы облегчить его. В устье реки Большой шитик стал на якорь, но штормом был разбит и выброшен на берег. Крашенинников в своём первом рапорте с Камчатки писал: «Провианту моего брошено в море 11 сум, также чемодан с бельем. И больше у меня не осталось, как только одна рубашка, которая в ту пору на мне была».

## Командиры судна
Шитиком «Фортуна» в разное время командовали:
- мичман М. П. Шпанберг (1727)
- мореход К. Мошков (1728)
- В. А. Шестаков (1730)
- подштурман Е. Родичев (1737)